# マラ・サンタンジェロ
マラ・サンタンジェロ（Mara Santangelo, 1981年6月28日 - ）は、イタリア・ラティーナ出身の女子プロテニス選手。2007年の全仏オープン女子ダブルス部門で、オーストラリアのアリシア・モリクとペアを組んで初優勝を飾り、イタリア人の女子テニス選手として史上2人目の4大大会優勝者になった。WTAツアーでシングルス1勝、ダブルスで2007年全仏オープンを含む9勝を挙げた。自己最高ランキングはシングルス27位、ダブルス5位。右利き、バックハンド・ストロークは両手打ち。

## 来歴
9歳からテニスを始め、1998年にプロ入り。サンタンジェロは2003年全豪オープンから4大大会の予選会に出場し始め、同年の全米オープンで本戦に初出場した。2004年全豪オープンで、サンタンジェロは予選3試合を勝ち抜いた後、本戦でもジュスティーヌ・エナン＝アーデンとの4回戦まで進出した。2005年から女子テニス国別対抗戦・フェドカップのイタリア代表選手に選出される。2006年2月、サンタンジェロはインド・バンガロール大会の決勝でエレナ・コスタニッチ（クロアチア）を 3-6, 7-6, 6-3 で破り、女子ツアーのシングルスで初優勝を果たした。この年、フェドカップのイタリア・チームが初優勝を達成する。サンタンジェロはフェド杯初優勝にも大きく貢献し、9月16日-17日にベルギーと対戦した決勝でも、シングルス1試合に勝利を収めた。
2007年に入ると、サンタンジェロはダブルスで成績を伸ばし、全仏オープンを迎える前に3つの大会で優勝した。パートナーはそれぞれ異なり、ニコル・プラット、カタリナ・スレボトニク、ナタリー・ドシーと組んでタイトルを取った。全仏オープンでは、サンタンジェロはアリシア・モリクとペアを組み、第17シードから勝ち進んだ。サンタンジェロとモリクは、準決勝で第2シードのリーゼル・フーバー&カーラ・ブラック組を 6-3, 3-6, 6-3 のフルセットで破り、初進出の決勝で杉山愛&カタリナ・スレボトニク組を 7-6, 6-4 で破って優勝した。こうして、マラ・サンタンジェロはイタリア人の女子テニス選手として史上初の4大大会女子ダブルス部門を制覇した選手になった。イタリア人女性による4大大会優勝は、1986年全米オープンの混合ダブルスで優勝したラファエラ・レジ以来、21年ぶり2人目の快挙となる。
全仏ダブルス優勝の後、サンタンジェロは左足の故障に悩み、2007年10月のオーストリア・リンツ大会から7ヶ月の戦線離脱を経験した。2008年5月、地元開催トーナメントのローマ・マスターズから復帰を果たし、8月の北京五輪にもイタリア代表選手として出場した。2009年全豪オープンで、サンタンジェロはナタリー・ドシー（フランス）とペアを組み、久々の4大大会女子ダブルス準決勝に進出したが、杉山愛とダニエラ・ハンチュコバの組に 4-6, 3-6 で敗れた。
サンタンジェロは日本の「東レ パン・パシフィック・オープン・テニストーナメント」にも、2006年・2007年の2年連続で出場している。2006年の大会では、ニコル・プラットとのダブルスでベスト4進出があった。
サンタンジェロは2010年5月にローマの下部大会に出場したのが最後になり、2011年1月28日に現役引退を発表した。

## WTAツアー決勝進出結果

### シングルス: 2回 (1勝1敗)
| 大会グレード          | 大会グレード                 |
| 2008年以前            | 2009年以後                   |
| --------------------- | ---------------------------- |
| グランドスラム (0–0)  |                              |
| WTAファイナルズ (0–0) |                              |
| ティア I (0–0)        | プレミア・マンダトリー (0-0) |
| ティア I (0–0)        | プレミア5 (0-0)              |
| ティア II (0–0)       | プレミア (0–0)               |
| ティア III (1-1)      | インターナショナル (0–0)     |
| ティア IV ＆ V (0–0)  | インターナショナル (0–0)     |

| 結果   | No. | 決勝日        | 大会         | サーフェス | 対戦相手                 | スコア           |
| ------ | --- | ------------- | ------------ | ---------- | ------------------------ | ---------------- |
| 優勝   | 1.  | 2006年2月19日 | バンガロール | ハード     | エレナ・コスタニッチ     | 3–6, 7–6(5), 6–3 |
| 準優勝 | 1.  | 2007年2月18日 | バンガロール | ハード     | ヤロスラワ・シュウェドワ | 4–6, 4–6         |

### ダブルス: 12回 (9勝3敗)
| 結果   | No. | 決勝日         | 大会               | サーフェス    | パートナー             | 対戦相手                                                        | スコア               |
| ------ | --- | -------------- | ------------------ | ------------- | ---------------------- | --------------------------------------------------------------- | -------------------- |
| 優勝   | 1.  | 2004年10月3日  | ハッセルト         | ハード (室内) | ジェニファー・ラッセル | ヌリア・リャゴステラ・ビベス マルタ・マレーロ                   | 6–3, 7–5             |
| 準優勝 | 1.  | 2004年10月17日 | タシケント         | ハード        | マリオン・バルトリ     | アドリアナ・セッラ・ザネッティ アントネッラ・セッラ・ザネッティ | 6–1, 3–6, 4–6        |
| 準優勝 | 2.  | 2005年8月14日  | ストックホルム     | ハード        | エバ・ブリネロバ       | エミリー・ロワ カタリナ・スレボトニク                           | 4–6, 3–6             |
| 優勝   | 2.  | 2007年2月11日  | パタヤ             | ハード        | ニコル・プラット       | 詹詠然 荘佳容                                                   | 6–4, 7–6(4)          |
| 優勝   | 3.  | 2007年4月8日   | アメリアアイランド | クレー        | カタリナ・スレボトニク | アナベル・メディナ・ガリゲス ビルヒニア・ルアノ・パスクアル     | 6–3, 7–6(4)          |
| 優勝   | 4.  | 2007年5月20日  | ローマ             | クレー        | ナタリー・ドシー       | タチアナ・ガルビン ロベルタ・ビンチ                             | 6–4, 6–1             |
| 優勝   | 5.  | 2007年6月8日   | 全仏オープン       | クレー        | アリシア・モリク       | カタリナ・スレボトニク 杉山愛                                   | 7–6(5), 6–4          |
| 準優勝 | 3.  | 2007年8月19日  | ロサンゼルス       | ハード        | アリシア・モリク       | クベタ・ペシュケ レネ・スタブス                                 | 0–6, 1–6             |
| 優勝   | 6.  | 2007年8月25日  | ニューヘイブン     | ハード        | サニア・ミルザ         | カーラ・ブラック リーゼル・フーバー                             | 6–1, 6–2             |
| 優勝   | 7.  | 2009年1月10日  | オークランド       | ハード        | ナタリー・ドシー       | ヌリア・リャゴステラ・ビベス アランチャ・パラ・サントンハ       | 4–6, 7–6(3), [12–10] |
| 優勝   | 8.  | 2009年3月8日   | モンテレイ         | ハード        | ナタリー・ドシー       | イベタ・ベネソバ バルボラ・ザフラボバ・ストリコバ               | 6–3, 6–4             |
| 優勝   | 9.  | 2009年5月18日  | ストラスブール     | クレー        | ナタリー・ドシー       | クレア・フュアーステイン ステファニー・フォレッツ               | 6–0, 6–1             |

## 4大大会シングルス成績
略語の説明
| W | F | SF | QF | #R | RR | Q# | LQ | A | Z# | PO | G | S | B | NMS | P | NH |

W=優勝, F=準優勝, SF=ベスト4, QF=ベスト8, #R=#回戦敗退, RR=ラウンドロビン敗退, Q#=予選#回戦敗退, LQ=予選敗退, A=大会不参加, Z#=デビスカップ/BJKカップ地域ゾーン, PO=デビスカップ/BJKカッププレーオフ, G=オリンピック金メダル, S=オリンピック銀メダル, B=オリンピック銅メダル, NMS=マスターズシリーズから降格, P=開催延期, NH=開催なし.
| 大会           | 2003 | 2004 | 2005 | 2006 | 2007 | 2008 | 2009 | 通算成績 |
| -------------- | ---- | ---- | ---- | ---- | ---- | ---- | ---- | -------- |
| 全豪オープン   | LQ   | 4R   | 1R   | 3R   | 1R   | A    | 1R   | 5–5      |
| 全仏オープン   | LQ   | 1R   | 1R   | 2R   | 3R   | 1R   | 1R   | 3–6      |
| ウィンブルドン | LQ   | 1R   | 2R   | 1R   | 3R   | 2R   | LQ   | 4–5      |
| 全米オープン   | 1R   | 1R   | 1R   | 3R   | 1R   | A    | A    | 2–5      |